# Mainland (Szetlandy)
Mainland – największa spośród wszystkich w archipelagu Szetlandów w północnej części Wysp Brytyjskich. Mainland znajduje się w centralnej części archipelagu, zajmując ponad 2/3 jego powierzchni. Mieszka też na nim znaczna część populacji wszystkich wysp – ok. 80%. Znajduje się tu największe miasto Szetlandów, Lerwick, liczące 6760 obywateli. Dzięki swoim 971 km² szetlandzki Mainland zajmuje 3 pozycję spośród wszystkich szkockich wysp, zaraz za Lewis and Harris i Skye.

## Nazwa
Nazwa wyspy wywodzi się jeszcze z języka norn, którym mówiono jeszcze do XVIII wieku na całym archipelagu. "Megenland" oznacza dosłownie Mainland, co w wolnym tłumaczeniu na język polski znaczyć będzie "Główna wyspa".

## Charakterystyka
Wyspa posiada bardzo nieregularny kształt, o bardzo długiej i urozmaiconej linii brzegowej, obfitującej w niezliczoną ilość zatok i półwyspów. Jej długość wynosi ok. 85 km. Brak jest dłuższych rzek, istnieje natomiast wiele drobnych cieków wodnych i niewielkich jezior, stanowiących podstawę zaopatrzenia mieszkańców w słodką wodę. Mainland nie posiada jednolitego krajobrazu, jest jednak - podobnie jak inne wyspy archipelagu - dość niska. W jej części północnej, Northmavine, znajdują się najwyższe wzniesienia Szetlandów, kulminujące w Ronas Hill, sięgającym jedynie 450 metrów nad poziomem morza. Region ten jest najsłabiej zamieszkałą częścią wyspy. Równie słabo zamieszkane są regiony zachodnie, rozciągające się do Walls i Sandness, gdzie największe wzniesienie Sandness Hill liczy 249 m n.p.m. W centralnej części wyspy południkowo biegnący wał obłych wzgórz kulminuje w Scalla Field (281 m n.p.m.) i Gruti Field (275 m n.p.m.). Najżyźniejsze ziemie znajdują się na zachód od Lerwick, w miejscowości Tingwall Hall, gdzie koncentrują się farmy. Najliczniej zamieszkałe są dość żyzne tereny w okolicy Dunrosness, na południe od Lerwick. Wzniesienia w południowej części wyspy sięgają blisko 300 m n.p.m., są to Royl Field (293 m n.p.m.) i Holm Field (290 m n.p.m.).
Mainland pełni również wielką rolę w łączeniu wyspiarzy ze światem. Jedynie do portów na tej wyspie dopływają promy. Znajduje się lotnisko Sumburgh, gdzie kursują trzy linie lotnicze – Atlantic Airways, Loganair oraz Highland Airways. Drugi port lotniczy (Tingwall Airport) znajduje się w centralnej części wyspy.

## Początki historii
Jak większość wysp, Mainland zasiedlona była przez ludzi już ok. 3 tysiąclecia przed naszą erą. Dowodem na ich istnienie jest znaczna liczba budynków, jak np. Jarlshof. Pierwsze pisane źródła o ludności Mainland znajdujemy w źródłach rzymskich z 279 roku naszej ery, kiedy zamieszkiwali te tereny Piktowie, później, na końcu VIII wieku, lud ten został podbity przez wikingów. W 1468 r. wraz z całymi Szetlandami wyspa dostała się pod panowanie Szkocji.

## Podział

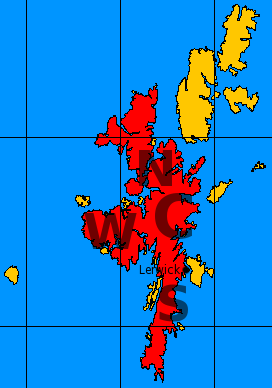
Części Mainland

Główną wyspę archipelagu Szetlandów dzieli się na cztery części:
- Mainland Centralny (Central Mainland) – obszar obfitujące w różnorakie obrazy przyrody, co sprawia, że świetnie czują się tu turyści wielbiący piesze wędrówki. Obejmuje także kilka mniejszych, okolicznych wysp. W miejscu tym kwitnie rybołówstwo. Największą osadą jest Scalloway (ok. 1000 mieszkańców), z pięknym zamkiem Scalloway z przełomu XVI i XVII wieku.
- Mainland Zachodni (West Mainland) – część ta zazwyczaj, a szczególnie latem, jest wyjątkowo słoneczna w porównaniu do innych. Wszystko to dzieje się dzięki wiatrom południowo-wschodnim, przenoszącym niemal wszechobecną na Wyspach Brytyjskich mgłę z zachodniej części wyspy. Największym miastem jest Aith, a drugim co do wielkości Walls.
- Mainland Południowy (South Mainland) – jeden z najważniejszych obszarów Szetlandów, mieści się tam stolica, Lerwick oraz kilka miejsc, bardzo interesujących dla archeologów.
- Mainland Północny (North Mainland) – w Sullom Voe znajduje się skład ropy naftowej wydobywanej w okolicy. Największymi miastami są: Brae oraz North Roe.